# 王道 (正德辛巳進士)
王道（1484年—？），字伯行，山東臨清衛官籍，江西鄱陽縣人，明朝政治人物。

## 生平
正德十一年（1516年）山東鄉試第五十八名舉人。正德十六年（1521年）辛巳科第二甲第八十六名進士。嘉靖元年（1522年）二月选授山西道試御史，四年四月与给事中刘穆审理宋素卿争贡仇杀案。

## 家族
曾祖王詠，曾任临清卫指挥佥事；祖父王镗，曾任指挥佥事；父王廉，曾任指挥佥事；母吕氏，封恭人。慈侍下。弟逊、进、选、迎、遂。